# Lijst van brutoformules C29
Dit lemma is een onderdeel van de lijst van brutoformules met 29 koolstofatomen.

## C29
| Brutoformule                            | Naam                                                    |
| --------------------------------------- | ------------------------------------------------------- |
| {\displaystyle {\ce {C29H20O}}}         | Tetrafenylcyclopentadienon ~ reactie met cyclobutadieen |
| {\displaystyle {\ce {C29H26ClFN4O4S}}}  | Lapatinib                                               |
| {\displaystyle {\ce {C29H31F2N3O}}}     | Fluspirileen                                            |
| {\displaystyle {\ce {C29H29ClN2Na2O5}}} | Rhodamine WT                                            |
| {\displaystyle {\ce {C29H31N7O}}}       | Imatinib                                                |
| {\displaystyle {\ce {C29H32O13}}}       | Etoposide                                               |
| {\displaystyle {\ce {C29H33ClN2O2}}}    | Loperamide                                              |
| {\displaystyle {\ce {C29H35NO2}}}       | Mifepriston                                             |
| {\displaystyle {\ce {C29H39N5O8}}}      | Tigecycline                                             |
| {\displaystyle {\ce {C29H41NO4}}}       | Buprenorfine                                            |
| {\displaystyle {\ce {C29H44O2}}}        | α-Tocotriënol                                           |
| {\displaystyle {\ce {C29H44O12}}}       | Ouabaïne                                                |
| {\displaystyle {\ce {C29H48O}}}         | Stigmasterol ~ als plantensterol                        |
| {\displaystyle {\ce {C29H50O}}}         | β-Sitosterol ~ plantensterol                            |
| {\displaystyle {\ce {C29H50O2}}}        | Vitamine E                                              |
| {\displaystyle {\ce {C29H50O6}}}        | Brassinolide ~ als brassinosteroïde                     |
| {\displaystyle {\ce {C29H51N3O6}}}      | Aliskiren                                               |
| {\displaystyle {\ce {C29H51O2}}}        | vitamine E radicaal ~ als radicaal                      |
| {\displaystyle {\ce {C29H52O2}}}        | Vitamine E ~ Ook wel: α-Tocoferol ~ als radicaal        |
| {\displaystyle {\ce {C29H53NO5}}}       | Orlistat                                                |
| {\displaystyle {\ce {C29H60}}}          | Nonacosaan                                              |